# Corinne Hofmann

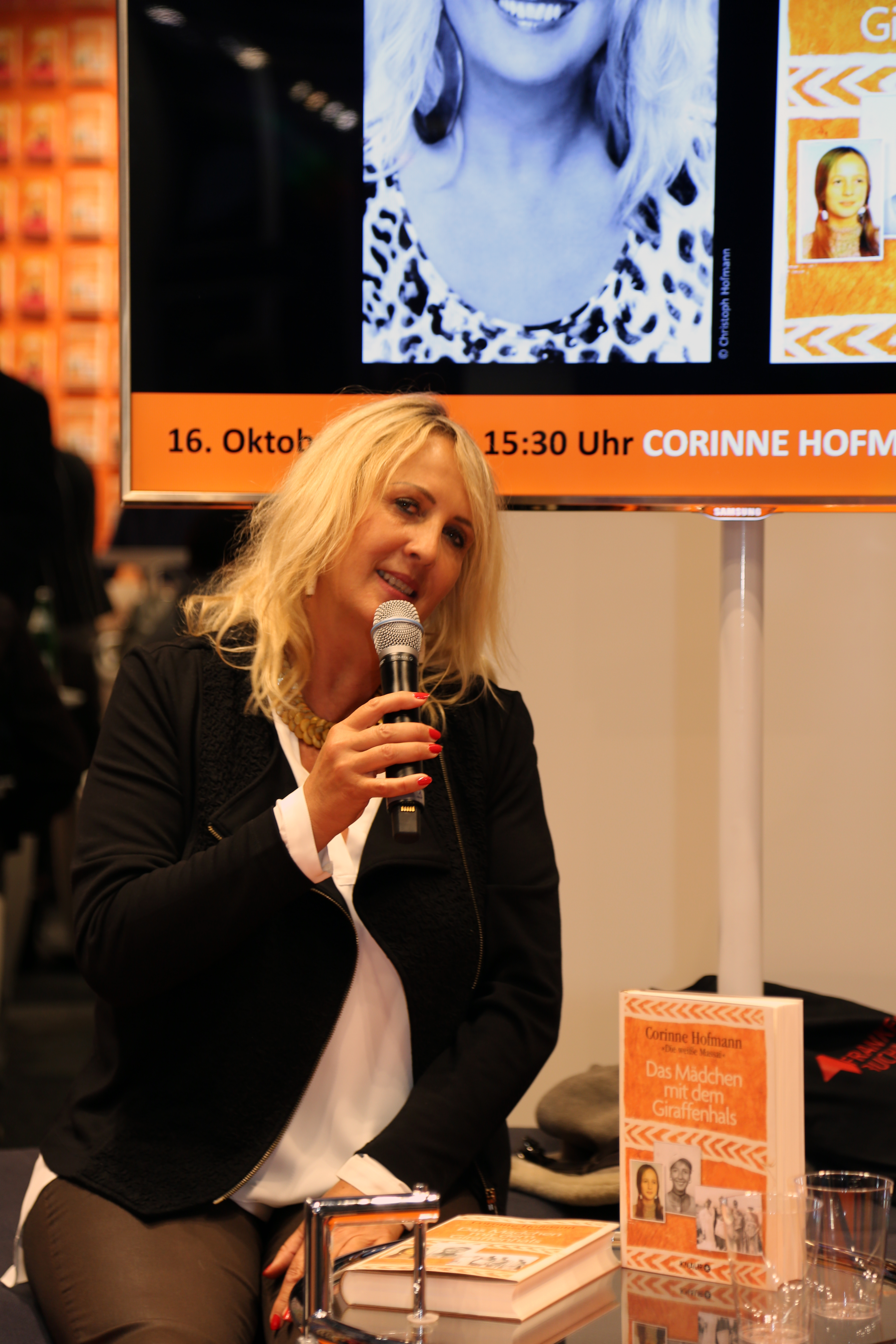
Corinne Hofmann, 2015

Corinne Hofmann (* 4. Juni 1960 in Frauenfeld, Kanton Thurgau, Schweiz) ist eine deutsche Geschäftsfrau und Buchautorin. Bekannt wurde sie 1998 mit ihrem Bestseller Die weiße Massai, in dem sie die Erfahrungen ihrer vierjährigen Ehe mit einem Samburukrieger in einer ländlichen Gegend in Kenia schildert.

## Leben
Hofmann wurde als Tochter einer französischen Mutter und eines deutschen Vaters geboren und wuchs in der Schweiz auf. Nach dem Abschluss der Sekundarschule absolvierte sie eine Ausbildung zur Einzelhandelsangestellten und arbeitete danach mehrere Jahre für eine Versicherungsgesellschaft. Im Alter von 21 Jahren machte sie sich selbständig und baute erfolgreich ein Geschäft für Brautmode und Second-Hand-Bekleidung auf.
Ein Urlaub gemeinsam mit ihrem damaligen Verlobten führte sie 1986 erstmals nach Kenia. Als sie sich dort in den Samburu-Krieger Lketinga Leparmorijo verliebte, beschloss sie Mitte 1987, nach Kenia überzusiedeln. Sie heiratete ihn und zog mit ihm in den Busch, wo sie fortan – fernab westlicher Zivilisationen – lebte. Kurz nach der Heirat wurde ihre gemeinsame Tochter Napirai geboren. Die schwierigen Lebensumstände und kulturellen Konflikte führten nach drei Jahren jedoch zur Trennung von ihrem Mann, und Hofmann kehrte in die Schweiz zurück.
Ihre Erlebnisse verarbeitete sie in dem Buch Die weiße Massai, das im August 1998 auf den Markt kam. Seither wurden das Buch in Deutschland, Österreich und der Schweiz mehr als drei Millionen Mal verkauft, und es wurde in 30 Sprachen übersetzt. 2005 nahm sich die deutsche Regisseurin Hermine Huntgeburth des Stoffs an und verfilmte das Buch mit Nina Hoss in der Hauptrolle. Der Film Die weiße Massai avancierte 2005 mit 2,5 Millionen Zuschauern zum erfolgreichsten deutschen Kinofilm.
Im August 2003 erschien Hofmanns zweites Buch Zurück aus Afrika, das sich ebenfalls zu einem Bestseller entwickelte. Mit ihrem dritten Werk Wiedersehen in Barsaloi setzte sie diesen Erfolg fort. Im Mai 2011 erschien Afrika, meine Passion, das vierte Buch der Autorin. Darin beschreibt sie das Leben in den Slums von Nairobi und Erfolge von Hilfsorganisationen und Initiativen in Kenia. Höhepunkt des Werks ist die Begegnung der Tochter Napirai mit ihrem Vater und der Großmutter nach 20 Jahren. Dabei fließen Napirais eigene Schilderungen in das Buch ein. 2015 erschien das neue Buch der „Weißen Massai“: Das Mädchen mit dem Giraffenhals erzählt von Corinne Hofmanns Kindheit in der Schweizer Provinz und wie sie die wurde, die sie heute ist. Heute lebt Hofmann als freie Autorin in Lugano.

## Werke
- Die weiße Massai. A-1-Verlag, München 1998, ISBN 3-927743-36-4.
- Zurück aus Afrika. A-1-Verlag, München 2003, ISBN 3-927743-66-6.
- Wiedersehen in Barsaloi. A-1-Verlag, München 2005, ISBN 3-927743-78-X. (Platz 1 der Spiegel-Bestsellerliste vom 26. September bis zum 13. November und vom 28. November bis zum 4. Dezember 2005)
- Afrika, meine Passion. A-1-Verlag, München 2011, ISBN 978-3-940666-18-5.
- Das Mädchen mit dem Giraffenhals. Knaur, München 2015, ISBN 978-3-426-65568-9.